# MASZK Országos Színészegyesület
A MASZK Országos Színészegyesület (röviden: MASZK) 1990 elején alakult Magyar Színész Kamara néven. Célja a magyar színésztársadalom tagjainak összefogása, céljaik érvényesítése és jogorvoslati segítség nyújtása.

## A Magyar Színész Kamarától a MASZK Országos Színészegyesületig
A Magyar Színész Kamara 1990. február 5-én alakult meg. Feladata a magyar színészet szolgálata, „az egyetemes magyar színjátszás szerves fejlődését elősegítő, értékközpontú, érdekközvetítő, -egyeztető és -képviseleti tevékenységet ellátó, továbbá a nemzetközi színházi kapcsolatok fejlesztését elősegítő, pártoktól, kormánytól független, nyilvántartott tagsággal rendelkező társadalmi szervezet”. Első elnöke Törőcsik Mari volt, ügyvivőnek Hirtling Istvánt választották. A vezetőségi tagok Balázsovits Lajos, Benedek Miklós és Trokán Péter voltak.
Gera Zoltán nyilatkozata alapján: Független szervezetként alakultak a szolidaritás elvén a színészet szellemi, anyagi és etikai értékeinek képviseletére, mely szándékuk szerint a Magyar Kulturális Kamarába integrálódott volna. A Magyar Színész Kamara első nyilvánosságra hozott személyi összetétele a következő volt:
| Tanácsadó testület - Kibédi Ervin - Sinkovits Imre - Garas Dezső - Törőcsik Mari - Trokán Péter - Gombos Kati - Almási Éva | Ideiglenes ügyvezetőség - Gera Zoltán - Balázsovits Lajos - Kézdi György - Hirtling István - Hámori Ildikó | Felügyelő bizottság - Schütz Ila - Gálvölgyi János - Reviczky Gábor - Pap Éva - Mucsi Zoltán |

1992 júniusában a szervezet létrehozta a Magyar Színész Kamara Alapítványt (másképp Magyar Színész Kamarai Egyesület) a Kamara művésztagjainak erkölcsi és anyagi támogatásának céljából. Ennek az elnöke Tímár Éva lett.
1992 szeptemberétől a Kamara elnöke Jordán Tamás volt, akinek a kezdeményezésére a szervezet 1994-ben megalapította a Hekuba-díjat és a Csepürágó Fesztivált.
A Kamarai Törvény 1996-os hatályba lépése után a szervezet nem kapott kamarai státuszt, ezért azóta egyesületként működik. Először Színészkamarai Egyesület, majd 2000 novemberétől MASZK Országos Színészegyesület elnevezéssel.

## A MASZK feladatai
- A színészek foglalkoztatásának szakmai feltételeit összegző és szabályozó megállapodások megkötése a foglalkoztatókkal
- A színészek szakmai felkészültségét növelő mesterkurzusok szervezése
- A rászoruló kollégák támogatására, valamint a szervezet működésének segítésére rendezvények szervezése
- A színészi hivatás erkölcsi elismerését, megbecsülését szolgáló kezdeményezések
- Folyamatosan figyelemmel kíséri a színészek tevékenységét, szükség esetén konkrét segítséget nyújt a hozzá fordulóknak
- Tevékenyen részt vesz az előadóművészi jogok védelmében, érvényesítésében, azok kiszélesítését célzó tevékenységben

## A MASZK Országos Színészegyesület jótékonysági gálaest
Március 27.-e a színház világnapja – Magyarországon 1997-től –, ezért az egyesület 1999 óta ehhez a naphoz igazodva tartja jótékonysági gálaestjét, mely bevételével a beteg, idős, elesett színészeket támogatják. A rendezvényen a fellépők díjazás nélkül, ingyen lépnek fel. Ilyenkor szakmai elismeréseket díjakat is átadnak, köztük a Gobbi Hilda-díjat, a Soós Imre-díjat, a Vámos László-díjat, az Amfiteátrum-díjat és a Kállai Ferenc-életműdíjat (melynek a MASZK a kuratóriumában is részt vesz).

## Ösztöndíjak fiatal színészeknek
A MASZK Országos Színészegyesület nagy figyelmet fordít a pályakezdők elhelyezkedésének segítésére. Az egyesület közreműködik a támogatások elbírálásában, valamint kiosztásában is. A három (MASZK-, TEVA- és E.J.I.-) ösztöndíj hasonlóan működik, vagyis a már szerződtetett színészeknek nyújtanak plusztámogatást. A pénz mértéke a jelentkezők számától is függ. 2008–2013 között közel 150, a Színház- és Filmművészeti és a Kaposvári Egyetemről kikerült fiatal részesült valamely ösztöndíjban.
A MASZK-ösztöndíj,
egy a fiatal, egyetemről kikerült előadóművészeket támogató ösztöndíj, melyre tavasszal, általában május végén kell beadni a jelentkezést a szerződtető teátrum nyilatkozatával és a szerződéskötés típusával (közalkalmazotti vagy alkalmazotti státus, darabszerződés) együtt.
MASZK-ösztöndíjasok:
- 2008 Gémes Antos[11]
Adorjáni Bálint[12]
- 2009 Hajdú Melinda[13]
- 2010 Szatory Dávid[14]

A TEVA-ösztöndíj,
amit 2008-ban a MASZK és a TEVA Magyarország Zrt.-vel közösen alapított, pályakezdő színészek támogatására. A program elindítását Dr. Gábor Péter üzletfejlesztési igazgató és Hegedűs D. Géza, a MASZK Országos Színészegyesület elnöke jelentette be. Olyan kezdő színészek részesülhetnek a speciális támogatásban, akik ha munkát találnak maguknak, de a biztonságot nyújtó állandó szerződést nem tudják elérni. A TEVA-ösztöndíjra a budapesti és a kaposvári egyetem végzős hallgatói pályázhatnak, amennyiben valamelyik fővárosi vagy vidéki színház vállalja, hogy foglalkoztatja őket, és kiegészíti az ösztöndíj összegét. A támogatás 12 hónapra szól, egy alkalommal, újabb pályázat útján a következő évadra meghosszabbítható. A leadási határidő: július.
TEVA-ösztöndíjasok:
- Adorjáni Bálint[13]
- Csémy Balázs[13]
- Gulyás Balázs[13]
- Klem Viktor[12]
- Petrik Andrea[12]
- Molnár Gyöngyi[16]
- Andrusko Marcella[17]
- Fehér Dániel[17]
- Czupi Dániel[17]
- Tasnádi Bence[18]
- Kulcsár Viktória[18]
- Borbély Alexandra[18]
- Huzella Júlia[19]
- Pálos Hanna[19]
- Tóth Eszter[19]
- Béli Ádám[20]
- Lovas Rozi[20]
- Nagy Viktória Éva[21]

Az EJI (Előadóművészi Jogvédő Iroda) támogatás
E.J.I.-ösztöndíjasok:
- Kiss Domonkos Márk[13]

Polgár-ösztöndíj,
amelyet a Polgár Krisztina Emlékalap támogatott a MASZK Országos Színészegyesület részére 2009-ben, pályakezdő színészek javára.
Polgár ösztöndíjasok
- Mózes Anita[13]

## Elnökök
Magyar Színész Kamara
- Törőcsik Mari 1990–1992

vezetőségi tagok: Balázsovits Lajos, Benedek Miklós és Trokán Péter
- Jordán Tamás 1992–1996

Ügyvivő: Végvári Tamás, vezetőségi tagok: Margitai Ági, Spindler Béla, Rudolf Péter
- egyesületi elnök: Tímár Éva 1992–1996

MASZK Országos Színészegyesület
- Végvári Tamás 1996–2000[23]

alelnök: Mácsai Pál, vezetőségi tagok: többek között Tímár Éva, Fehér Anna
- Béres Ilona 2000–2005[24]

ügyvezető elnök: Fehér Anna
- Hegedűs D. Géza 2005–

ügyvezető elnök: Fehér Anna; vezetőségi tagok többek között: Felföldi Anikó, Peller Károly; 2012-ben: Barnák László, Kulka János, Dunai Tamás, Felföldi Anikó és Haumann Péter.